# Встреча королей-Ягеллонов с императором Максимилианом под Веной
«Встреча королей-Ягеллонов с императором Максимилианом под Веной» (пол. Zjazd królów Jagiellonów z cesarzem Maksymilianem pod Wiedniem) — картина польского художника Яна Матейко на исторический сюжет, созданная в 1879 году. Хранится в Вене в частной коллекции.
Матейко изобразил встречу братьев Владислава II Ягеллона, короля Венгрии и Чехии, и Сигизмунда I Старого, короля Польши и великого князя Литвы, с императором Священной Римской империи Максимилианом I, которая состоялась под Веной в 1515 году. В ходе этой встречи, известной как Венский конгресс, Сигизмунд отказался от притязания на Венгрию и Чехию, а Владислав подтвердил династический союз с Габсбургами.